# Eliurus grandidieri
Eliurus grandidieri är en gnagare i underfamiljen Madagaskarråttor.
Vuxna exemplar är 111 till 164 mm långa (huvud och bål), svanslängden är 144mm till 176 mm och vikten varierar mellan 42 och 62g. Pälsen på ovansidan är svartbrun till svartgrå, sidorna är ljusgråa med bruna nyanser och undersidan är ljusgrå. Jämförd med andra släktmedlemmar har Eliurus grandidieri en spetsigare nos. Svansen är uppdelad i en mörkgrå ovansida och en ljusgrå undersida. Nära bålen förekommer på svansens glest fördelade vita hår och längre bak blir håren längre och mörkare.
Arten lever i bergstrakter på nordöstra Madagaskar. Den vistas i regioner som ligger 410 till 1875 meter över havet. Området är täckt av skog som domineras av hårdbladsväxter. Antagligen kan Eliurus grandidieri gå på marken och klättra i växtligheten. Per kull föds troligen upp till tre ungar.
Tidpunkten för parningen och ungarnas födelse är troligen beroende på honans storlek och utbredningsområdet höjdläge. De flesta ungar föds vid slutet av den torra perioden. Artens föds består antagligen av frön.
Denna gnagare hittas i olika naturskyddsområden. Den listas av IUCN som livskraftig (LC).